# Maud Walter
Maud Ingeborg Maj Walter, född Björck den 9 juni 1913 i Katarina församling i Stockholm, död den 4 december 1991 i Stocksund, var en svensk skådespelare. 
Walter spelade mamma, med namnet Morsan, till Svullo i tv-serien Angne & Svullo.
Hon var sedan 1935 gift med skådespelaren Tom Walter. De är begravda på Djursholms begravningsplats.

## Filmografi
- 1938 – Storm över skären
- 1944 – Kärlek och allsång
- 1949 – Lång-Lasse i Delsbo
- 1950 – Rågens rike
- 1951 – Starkare än lagen
- 1951 – Fröken Julie
- 1985 – Snutliv
- 1988 – Angne & Svullo (TV-serie)
- 1989 – Den elake polisen (TV-serie)
- 1990 – Hemligheten

## Teater

### Roller
| År   | Roll | Produktion                                                               | Regi         | Teater        |
| ---- | ---- | ------------------------------------------------------------------------ | ------------ | ------------- |
| 1938 |      | Tolvskillingsoperan (Die Dreigroschenoper) Bertolt Brecht och Kurt Weill | Ernst Eklund | Oscarsteatern |

### Fotnoter
1. ↑  Dagens Nyheter, 16 oktober 1988, sid. 106
2. ↑  ”Maud Walter”. Svensk Filmdatabas. http://www.sfi.se/sv/svensk-filmdatabas/Item/?type=PERSON&itemid=60425&ref=%2ftemplates%2fSwedishFilmSearchResult.aspx%3fid%3d1225%26epslanguage%3dsv%26searchword%3dmaud+walter%26type%3dPerson%26match%3dBegin%26page%3d1%26prom%3dFalse. Läst 21 augusti 2012.
3. ↑  FinnGraven
4. ↑  ”Teater Musik Film”. Dagens Nyheter:  s. 15. 7 oktober 1938. https://arkivet.dn.se/tidning/1938-10-07/272/15. Läst 3 januari 2025.